# William Paulet (4e marquis de Winchester)
William Paulet, 4e marquis de Winchester (avant 1560  - 4 février 1629) est un noble anglais, le fils de William Paulet, 3e marquis de Winchester et d'Anne ou Agnes Howard. Il est titré Lord St. John de 1576 à 1598. Il est convoqué au Parlement le 16 janvier 1581 dans la baronnie de son père en tant que Lord St. John. Le 24 novembre 1598, il succède à son père comme 4e Marquis de Winchester. Paulet connait de grandes difficultés financières dues à son style de vie magnifique et à ses divertissements somptueux d'Elisabeth Ire à Basing House .

## Mariage et descendance
Le 28 février 1587 à St Martin-in-the-Fields, il épouse Lady Lucy Cecil, fille de Thomas Cecil et de sa première épouse, Dorothy Neville. Lucy et William ont six enfants:
- William Paulet, Lord St John (1587/8-1621), épouse Mary Browne, fille d'Anthony-Maria Browne (2e vicomte Montagu) (en)
- Thomas Paulet, décédé avant 1621
- John Paulet (5e marquis de Winchester) (vers 1598-5 mars 1675) se marie trois fois :
  - Jane Savage, fille de Thomas Savage, 1er vicomte Savage
  - Honora de Burgh, fille de Richard Burke (4e comte de Clanricard)
  - Isabel Howard, fille de William Howard (1er vicomte Stafford) et Mary Stafford
- Henry Paulet, d'Amport, épouse Lucy Philpot, fille de Sir George Philpot de Thruxton
- Charles Paulet, mort vers 1654
- Edouard Paulet

Sa femme, Lucy, est soignée pour un cancer en 1614 par le médecin de la cour Théodore de Mayerne. Elle meurt le 1er octobre 1614 et est enterrée un mois plus tard dans le caveau Cecil de l'Abbaye de Westminster.
William Paulet meurt à Hackwood, près de Basingstoke, le 4 février 1629, et est enterré à Basing, Hampshire.